# Tshülthrim Gyatsho
| Tibetische Bezeichnung                                                     |
| -------------------------------------------------------------------------- |
| Tibetische Schrift: ཚུལ་ཁྲིམས་རྒྱ་མཚོ                                            |
| Wylie-Transliteration: tshul khrims rgya mtsho                             |
| Aussprache in IPA: [tsʰyʈʂʰim catsʰɔ]                                      |
| Offizielle Transkription der VRCh: Cüchim Gyaco                            |
| THDL-Transkription: Tsültrim Gyatso                                        |
| Andere Schreibweisen: Tshülthrim Gyatsho, Tsultrim Gyatso, Tsültrim Gyatso |
| Chinesische Bezeichnung                                                    |
| Traditionell: 楚臣嘉措                                                     |
| Vereinfacht: 楚臣嘉措                                                      |
| Pinyin:Chǔchén Jiācuò                                                      |

Tshülthrim Gyatsho (geboren 29. März 1816; gestorben 30. September 1837) war der zehnte Dalai Lama.

## Leben
Wegen des frühen Todes von Tshülthrim Gyatsho und infolge des damaligen Konfliktes zwischen Tibet und dem Kaiserreich China gibt es nur wenige Aufzeichnungen über sein Leben.
Im Alter von 13 Jahren (1828) begann er seine monastischen Studien im Kloster Drepung. 1833, mit 18 Jahren, nahm er vom 7. Penchen Lama Tenpe Nyima die Mönchsgelübde. 1837 verstarb er überraschend mit nur 21 Jahren im Potala-Palast. „Während der Periode der kurzlebigen Dalai Lamas – von der neunten bis zur zwölften Inkarnation – war der Panchen Lama derjenige, der die Leere füllte, welche die vier Dalai Lamas hinterließen, die in ihrer Jugend starben.“